# Amia ocellicauda
El pez aleta de arco esmeralda (Amia ocellicauda) es una especie de pez amiiforme de la familia Amiidae nativa de Norteamérica, es un pez demersal inofensivo para los humanos habitando en las aguas dulces subtropicales, desde los Grandes Lagos y Ontario hasta los humedales de la Costa del Golfo de Luisiana y Texas. No se encuentra en el sureste, donde se encuentra su especie hermana (Amia calva). Se consideraba un sinónimo de Amia calva hasta que estudios genéticos en 2022 revelaron que eran especies distintas, aunque actualmente es difícil diferenciar completamente el área de distribución de ambas especies.
Se diferencia de Amia calva por tener menos dientes dentarios y por tener una membrana interpercular más pequeña. También presenta una mancha ocular más pronunciada, un cuerpo más largo, una tonalidad menos roja y los machos presentan una coloración verde durante la época reproductiva. Las dos especies se separaron hace aproximadamente entre 1 y 2,5 millones de años a mediados del Plioceno además que se plantea la hipótesis de que aún quedan varias especies del género Amia sin describir.

## Características
Tiene un cuerpo alargado y cilíndrico, posee una aleta dorsal larga, única y blanda, que a menudo contiene más de 45 radios. La cabeza es aplanada, con una mandíbula fuerte y dientes afilados insertados firmemente en las mandíbulas. La parte superior del cuerpo es de color verde oliva y puede presentar barras más oscuras a lo largo del cuerpo, y el vientre es de un blanco más cremoso. Es un pez depredador que se alimenta de peces y algunos invertebrados y con menor frecuencia se alimentan de ranas, serpientes y carroña.
La boca es terminal y grande, su linea lateral es completa con 62 a 70 escamas en serie con una piel además que los ejemplares juveniles tienen un patrón moteado prominente de color negro y naranja en la cabeza, el dorso y los laterales y la mancha negra en la base de la aleta caudal. Poseen un dimorfismo sexual en la que los machos maduros tienen una mancha negra prominente delineada en amarillo o naranja cerca de la base de la aleta caudal mientras que las hembras carecen de la mancha distintiva cerca de la base y su apariencia tiende a ser más oscura u opaca.
Se destaca por desarrollar un patrón verde intenso en sus aletas pectorales, pélvicas y anales durante su temporada de desove de mayo a junio y también el área del vientre también desarrollará un tono más verdoso. Aunque se observó una tendencia en que individuos de ambos sexos habitaran la misma zona en años sucesivos, aunque los machos parecieron mostrar mayor fidelidad al sitio que las hembras además que las hembras presentan áreas de distribución más extensas que los machos durante la primavera.